# Marcin Wasilewski (football)
Pour les articles homonymes, voir Marcin Wasilewski.
Marcin Wasilewski, né le 9 juin 1980 à Cracovie, est un footballeur international polonais. Il occupe le poste de défenseur au Wisla Cracovie, et évolue le plus souvent sur le côté droit. Défenseur assez rugueux, il est doté d'un très bon jeu de tête, qui lui permet de marquer assez régulièrement. Son frère Paweł est également footballeur.

## Carrière

### En club
Marcin Wasilewski a joué successivement pour l'Hutnik Cracovie, le Śląsk Wrocław, le Wisła Płock et l'Amica Wronki. En 2006, à la suite de la fusion de l'Amica, il rejoint le Lech Poznań, au sein duquel il passe une demi-saison.
Le 12 janvier 2007, Wasilewski signe un contrat le liant avec Anderlecht jusqu'en 2010. Le montant de la transaction est estimé à un peu moins d'un million d'euros. Dès son premier match, au Germinal Beerschot, il marque un but.
Défenseur au jeu physique, réputé rugueux, il permet aussi à son équipe de remporter des matches en montant sur coups francs ou corners. Lors de la saison 2008-2009, il devient même le troisième meilleur buteur du club avec huit réalisations, dont une sur penalty face au Standard de Liège.
Critiqué pour ses nombreux coups de coudes non-sanctionnés, c'est pourtant lui qui termine sur la civière:
le 30 août 2009, lors du match opposant Anderlecht au Standard de Liège, il se blesse lors d'un tacle d'Axel Witsel, qui lui occasionne une double fracture ouverte de 8 cm du tibia et du péroné. La blessure l'éloigne des terrains pendant huit mois. C'est à partir de ce moment-là que sa popularité croît auprès des supporters d'Anderlecht: les maillots floqués à son nom se vendent facilement[réf. souhaitée] et une chanson à son nom est chantée à la 27e minute de chaque match durant sa revalidation.
Le 8 mai 2010, alors qu'Anderlecht est déjà sacré champion, Wasilewski fait son retour sur les pelouses belges, contre le K Saint-Trond VV, le 8 mai 2010. Il est ré-opéré durant l'été et ne fait son retour à la compétition que le 27 novembre 2010, face au Sporting de Charleroi. Lors des matches suivant son retour, Marcin Wasilewski s'avère de nouveau décisif comme au SV Zulte-Waregem (un but) et au Club Bruges KV (un ballon sauvé sur la ligne). Il n'a également rien perdu de son agressivité. Lors du déplacement au KSC Lokeren, Wasilewski est exclu après seulement 24 minutes, à la suite de nombreuses fautes dont la dernière provoquant un penalty. Lors du match contre Saint-Trond, il envoie à l'hôpital un joueur qui reste inconscient pendant plusieurs heures. Le club ne tolère pas ce geste, mais cela ne l'empêche pas de faire appel de la sanction infligée à son joueur, qui écope finalement de 4 matchs de suspension.
La saison suivante, il perd sa place de titulaire (17 matchs de championnats joués seulement contre 28 avant sa blessure), à la suite de l'arrivée du nouvel entraîneur John Van Den Brom. En effet, il rate les seules opportunités de se mettre en valeur en ratant les penaltys qui lui sont confiés, contribuant ainsi au nouveau record mondial de son équipe qui est de 14 penaltys ratés depuis le début de la saison, toutes compétitions confondues. Aujourd'hui, celui qui était devenu le martyr d'Anderlecht est devenu indésirable et est prié de trouver un nouveau club, tout comme son collègue Roland Juhasz. Il est désormais assuré que Wasilewski ne restera pas une saison de plus chez les Mauves.
Malgré son départ, il garda toujours le club dans son cœur et inversement. Des dizaines de supporters n'hésiteront pas à traverser la Manche à plusieurs reprises afin d'aller l'acclamer dans son nouveau club du club. Wasilewski lui, se fit tatouer l'écusson d'Anderlecht sur le mollet en juin 2014.
En septembre 2013 il signe un contrat en D2 anglaise, à Leicester City Football Club.  
Lors de sa première saison, Wasilewski est aligné pas moins de 35 fois donc 31 fois en championnat, 3 fois en League Cup et 1 fois en FA Cup.  Il remporte la Championship (D2 Anglaise) cette même année.
Fin février 2014, son manager évoque un possible retour à Anderlecht
Pour la saison 2014-15, Leicester compte sûr lui pour assurer son maintien et Wasliewski est aligné 28 fois lors de la saison dont 25 en championnat, 1 fois en League cup et 2 fois en FA Cup.  Il marque son premier but pour Leicester le 31-01-15 contre Manchester United (Défaite 3-1).  En fin de saison, l'équipe assure son maintien et se prépare pour la saison 2015-16.
Lors de la saison 2015-16 et après avoir mené de la tête et des épaules le championnat, Leicester remporte le titre de champion de Barclays Premier League.  Même si Wasilewski (qui marque son second but pour Leicester) est titré comme son équipe, il ne recevra pas la médaille de champion n'ayant fait que quatre apparitions en championnat alors que la limite est de cinq apparitions.
Le 18 novembre 2017, il s'engage avec le Wisla Cracovie, plus grand club de Pologne. Il ouvre le score lors de la victoire 1-4 de son équipe dans le derby de Cracovie sur la pelouse du Cracovia, marquant ainsi son premier but sous ses nouvelles couleurs. 
En 2020, il envisage de se reconvertir en combattant de MMA. 

### En sélection
Marcin Wasilewski a fait ses débuts en sélection polonaise le 20 novembre 2002 contre le Danemark. Le 6 décembre 2006, il inscrit son premier but avec la Pologne contre les Émirats arabes unis (victoire finale 5-2). En 2008, le sélectionneur de l'équipe polonaise, Leo Beenhakker, le retient parmi l'effectif de vingt-trois joueurs appelé à participer à l'Euro. Il fait également partie de la sélection pour l'Euro 2012 en Pologne et Ukraine

## Palmarès
- Champion de Belgique avec le RSC Anderlecht : 2007, 2010, 2012 et 2013
- Vainqueur de la Supercoupe de Belgique  avec le RSC Anderlecht : 2007, 2010 et 2012
- Vainqueur de la Coupe de Belgique avec le RSC Anderlecht : 2008

- Champion d'Angleterre de D2 avec Leicester City : 2014